# Дискография Scooter
Дискография группы Scooter.

## Студийные альбомы
| Дата релиза      | Альбом                                                               | Наивысшие позиции в чартах | Наивысшие позиции в чартах | Наивысшие позиции в чартах | Наивысшие позиции в чартах | Наивысшие позиции в чартах | Наивысшие позиции в чартах | Наивысшие позиции в чартах | Наивысшие позиции в чартах | Наивысшие позиции в чартах | Наивысшие позиции в чартах | Наивысшие позиции в чартах | Наивысшие позиции в чартах | Наивысшие позиции в чартах | Наивысшие позиции в чартах | Наивысшие позиции в чартах |
| Дата релиза      | Альбом                                                               | AUT                        | CZE                        | DEN                        | FIN                        | FRA                        | GER                        | HUN                        | IRL                        | NED                        | NOR                        | POL                        | RUS                        | SWE                        | SUI                        | UK                         |
| ---------------- | -------------------------------------------------------------------- | -------------------------- | -------------------------- | -------------------------- | -------------------------- | -------------------------- | -------------------------- | -------------------------- | -------------------------- | -------------------------- | -------------------------- | -------------------------- | -------------------------- | -------------------------- | -------------------------- | -------------------------- |
| 1995 31 января   | …and the Beat Goes On! 1-й студийный альбом                          | 27                         | —                          | —                          | —                          | —                          | 25                         | 1                          | 1                          | —                          | 18                         | —                          | —                          | —                          | 29                         | 130                        |
| 1996 28 марта    | Our Happy Hardcore 2-й студийный альбом                              | 16                         | 1                          | —                          | 8                          | —                          | 17                         | 1                          | 8                          | —                          | —                          | 1                          | —                          | 31                         | 9                          | 24                         |
| 1996 24 октября  | Wicked! 3-й студийный альбом                                         | 30                         | 1                          | —                          | 5                          | —                          | 12                         | 2                          | —                          | —                          | —                          | 1                          | —                          | 33                         | 38                         | 76                         |
| 1997 25 августа  | Age of Love 4-й студийный альбом                                     | 32                         | 1                          | —                          | 4                          | 35                         | 19                         | 3                          | —                          | —                          | 35                         | —                          | —                          | 26                         | 35                         | —                          |
| 1998 19 января   | Rough & Tough & Dangerous – The Singles 94/98 1-й альбом-сборник     | 47                         | —                          | —                          | 2                          | —                          | 8                          | —                          | —                          | —                          | 12                         | —                          | —                          | 18                         | —                          | —                          |
| 1998 20 июля     | No Time to Chill 5-й студийный альбом                                | 27                         | 1                          | —                          | 1                          | —                          | 4                          | 1                          | —                          | —                          | 28                         | 1                          | 11                         | 16                         | 20                         | —                          |
| 1999 27 сентября | Back to the Heavyweight Jam 6-й студийный альбом                     | 7                          | 5                          | —                          | 3                          | —                          | 7                          | 1                          | —                          | —                          | —                          | 35                         | —                          | 5                          | 25                         | —                          |
| 2000 26 июня     | Sheffield 7-й студийный альбом                                       | 49                         | 1                          | 48                         | 4                          | —                          | 11                         | 1                          | —                          | —                          | —                          | —                          | —                          | 15                         | 60                         | —                          |
| 2001 11 июня     | We Bring the Noise! 8-й студийный альбом                             | 32                         | 7                          | 50                         | 8                          | —                          | 15                         | 3                          | —                          | —                          | 12                         | 15                         | —                          | 17                         | 74                         | —                          |
| 2002 7 января    | Push the Beat for this Jam (The Second Chapter) 2-й альбом-сборник   | 10                         | 7                          | 55                         | 29                         | —                          | 5                          | 10                         | 6                          | —                          | 1                          | —                          | —                          | 2                          | 49                         | 6                          |
| 2002 13 мая      | Encore (Live & Direct)/(The Whole Story) 1-й концертный и DVD альбом | 25                         | 26                         | 84                         | —                          | 62                         | 13/1                       | 12                         | 28                         | 99                         | 6                          | —                          | —                          | 53                         | 71                         | —                          |
| 2002 4 ноября    | 24 Carat Gold 3-й альбом-сборник                                     | —                          | 30                         | —                          | —                          | 46                         | 49                         | 17                         | —                          | —                          | —                          | —                          | —                          | —                          | —                          | —                          |
| 2003 31 марта    | The Stadium Techno Experience 9-й студийный альбом                   | 14                         | 4                          | —                          | 12                         | —                          | 7                          | 3                          | 30                         | 28                         | 3                          | 15                         | —                          | 4                          | 35                         | 18                         |
| 2004 7 июня      | 10th Anniversary Concert 2-й концертный и 1-й Web альбом             | —                          | —                          | —                          | —                          | —                          | —                          | —                          | —                          | —                          | —                          | —                          | —                          | —                          | —                          | —                          |
| 2004 8 ноября    | Mind the Gap 10-й студийный альбом                                   | 34                         | 36                         | —                          | —                          | —                          | 16                         | 18                         | —                          | 83                         | —                          | —                          | —                          | 44                         | 67                         | —                          |
| 2005 4 ноября    | Who’s Got the Last Laugh Now? 11-й студийный альбом                  | 31                         | —                          | —                          | —                          | —                          | 14                         | —                          | —                          | —                          | 30                         | —                          | —                          | —                          | 44                         | —                          |
| 2006 2 июня      | Excess All Areas 3-й концертный и 2-й DVD альбом                     | 64                         | —                          | —                          | —                          | —                          | 29                         | —                          | —                          | —                          | —                          | —                          | —                          | —                          | —                          | —                          |
| 2007 9 февраля   | The Ultimate Aural Orgasm 12-й студийный альбом                      | 15                         | 28                         | 23                         | 25                         | —                          | 6                          | 28                         | —                          | —                          | —                          | 35                         | —                          | 30                         | 66                         | 62                         |
| 2007 30 ноября   | Jumping All Over the World 13-й студийный альбом                     | 18                         | 29                         | —                          | —                          | —                          | 9                          | —                          | 3                          | —                          | —                          | —                          | —                          | —                          | 65                         | 1                          |
| 2009 2 октября   | Under the Radar Over the Top 14-й студийный альбом                   | 15                         | —                          | —                          | —                          | —                          | 2                          | 38                         | —                          | —                          | —                          | —                          | 25                         | —                          | 51                         | 62                         |
| 2010 7 мая       | Live in Hamburg 4-й концертный и 3-й DVD альбом                      | —                          | —                          | —                          | —                          | —                          | 14                         | —                          | —                          | —                          | —                          | —                          | —                          | —                          | —                          | —                          |
| 2011 14 октября  | The Big Mash Up 15-й студийный альбом                                | 30                         | 26                         | —                          | —                          | —                          | 15                         | 39                         | —                          | —                          | —                          | —                          | 19                         | —                          | 47                         | —                          |
| 2012 2 ноября    | Music for a Big Night Out 16-й студийный альбом                      | 37                         | 27                         | —                          | —                          | —                          | 10                         | —                          | —                          | —                          | —                          | —                          | —                          | —                          | 47                         | —                          |
| 2013 11 октября  | 20 Years of Hardcore 4-й альбом-сборник                              | —                          | 41                         | —                          | —                          | —                          | 37                         | —                          | —                          | —                          | —                          | —                          | 1                          | —                          | 72                         | —                          |
| 2014 26 сентября | The Fifth Chapter 17-й студийный альбом                              | 28                         | 21                         | —                          | —                          | —                          | 8                          | 30                         | —                          | —                          | —                          | —                          | —                          | —                          | 23                         | —                          |
| 2016 5 февраля   | Ace 18-й студийный альбом                                            | 14                         | 11                         | —                          | —                          | —                          | 6                          | 13                         | —                          | —                          | —                          | —                          | —                          | —                          | 34                         | —                          |
| 2017 1 сентября  | Scooter Forever 19-й студийный альбом                                | 17                         | 11                         | —                          | —                          | —                          | 8                          | 4                          | —                          | —                          | —                          | 20                         | —                          | —                          | 32                         | —                          |
| 2017 15 декабря  | 100% Scooter – 25 Years Wild & Wicked 5-й альбом-сборник             | 52                         | —                          | —                          | —                          | —                          | 19                         | 29                         | —                          | —                          | —                          | —                          | —                          | —                          | 47                         | —                          |
| 2021 16 апреля   | God Save the Rave 20-й студийный альбом                              | 7                          | —                          | —                          | —                          | —                          | 4                          | 22                         | —                          | —                          | —                          | —                          | —                          | —                          | 12                         | —                          |
| 2024 22 марта    | Open Your Mind and Your Trousers 21-й студийный альбом               | 4                          | —                          | —                          | —                          | —                          | 2                          | —                          | —                          | —                          | —                          | —                          | —                          | —                          | 8                          | —                          |

## Сборники
- 1998: «Rough & Tough & Dangerous – The Singles 94/98»
- 2002: «Push The Beat For This Jam (The Second Chapter)»
- 2002: «24 Carat Gold»
- 2013:  «20 Years of Hardcore»
- 2017: «100% Scooter – 25 Years Wild & Wicked»

## Концерты
- 2002: «Encore — Live & Direct» (2 DVD), DVD1 — Концерт / DVD2 — Видеоклипы (1994—2002)
- 2004: «10th Anniversary Concert» (выпущен для скачивания в Интернете). Так же вышел бонус-диском к альбому «Mind The Gap (Deluxe)» с несколько изменённым треклистом
- 2006: «Excess All Areas» (2 DVD), DVD1 — Концерт / DVD2 — Видеоклипы, включая всё видео с 1994 года
- 2010: «Live In Hamburg» DVD1 — Концерт /Blu-Ray DVD1 Концерт DVD2 — Видеоклипы, включая всё видео с 1994 года

## Синглы
- 1993: «Vallée de larmes»
- 1994: «Hyper Hyper»*
- 1995: «Move Your Ass»*
- 1995: «Friends»
- 1995: «Endless Summer»*
- 1995: «Back in the U.K.»*
- 1996: «Let Me Be Your Valentine»*
- 1996: «Rebel Yell»
- 1996: «I’m Raving»*
- 1996: «Break It up»
- 1997: «Fire»*
- 1997: «The Age of Love»*
- 1997: «No Fate»
- 1998: «How Much Is The Fish?»
- 1998: «We Are The Greatest»/ 
 «I Was Made For Lovin' You»
- 1999: «Call Me Maňana»
- 1999: «Faster Harder Scooter»
- 1999: «Fuck the Millennium»
- 2000: «I’m Your Pusher»
- 2000: «She’s the Sun»
- 2001: «Posse (I Need You On The Floor)»
- 2001: «Aiii Shot the DJ»
- 2001: «Ramp! (The Logical Song)»
- 2002: «Nessaja[англ.]»
- 2003: «Weekend!»
- 2003: «The Night»
- 2003: «Maria (I Like It Loud)»
- 2003: «Jigga Jigga!»
- 2004: «Shake That!»*
- 2004: «One (Always Hardcore)»
- 2005: «Suavemente»
- 2005: «Hello! (Good To Be Back)»
- 2005: «Apache Rocks The Bottom»
- 2007: «Behind The Cow»
- 2007: «Lass uns tanzen»
- 2007: «Stripped» Web-release
- 2007: «The Question Is What Is The Question?»
- 2007: «And No Matches»
- 2008: «Jumping All Over The World»
- 2008: «I’m Lonely»
- 2008: «Jump That Rock (Whatever You Want)»
- 2009: «J’adore Hardcore»
- 2009: «Ti sento»
- 2009: «The Sound Above My Hair»
- 2010: «Stuck On Replay»
- 2011: «Friends Turbo»
- 2012: «The Only One»
- 2011: «David doesn’t eat»
- 2011: «C’est bleu»
- 2012: «It’s a Biz (Ain’t Nobody)»
- 2012: «4 AM»
- 2012: «Army of Hardcore»
- 2014: «Bigroom Blitz» (feat. Wiz Khalifa)
- 2014: «Today» (feat. Vassy)
- 2014: «Can’t Stop The Hardcore»
- 2014: «Radiate» (feat. Vassy)
- 2015: «Riot»
- 2016: «Oi»
- 2016: «Mary Got No Lamb»
- 2017: «Bora! Bora! Bora!»
- 2017: «My Gabber» (feat. Jebroer)
- 2017: «In Rave We Trust» (Anthem mix)
- 2019: «Rave Teacher (Somebody Like Me)» (совместно с Xillions)
- 2019: «God Save The Rave» (совместно с Harris & Ford)
- 2019: «Devil’s Symphony»
- 2019: «Which Light Switch Is Which?»
- 2020: «Bassdrum» (совместно с Finch Asozial)
- 2020: «FCK 2020»
- 2020: «Paul Is Dead» (совместно с Тимми Трампетом)

* — помимо основного сингла, выпускалась также и «Remixes»-пластинка.

## Другие проекты
| - 1988—1991: Celebrate The Nun - 1994—1998 The Loop! - 2000: Ratty - 2000: Guess Who! — Posse (I Need You On The Floor) (vinyl) - 2001: 3 A.M. - Nessaja (vinyl) - 2002: Section 11 - Habanera (Big Room mix) - 1994: Kosmos feat. Mary K — Codo - 1994: Clinique Team feat. the Hannover Posse — Summer Of Love - 1991: S.A.X. — Marrakesh - 1993: Hysteria — The Flood - 1995: Sunbeam — In The Arms Of Heaven - 1998: Alarm für Cobra 11 — Tödlicher Ruhm (съёмки в эпизоде ТВ-сериала в качестве приглашённых исполнителей) Благотворительные проекты - 1996: Love Message — Love Message - 1998: Bravo All Stars — Let The Music Heal Your Soul - 2002: Dance United — Reach Out - 2005: Dance United — Help! Asia |

#### Hyssteria / Hysteria
Hyssteria — проект 1993 года Эйч пи Бакстера и Рика Джордана. В рамках него были выпущены две версии трека The Flood для танцевальных сборников.
- Hyssteria — The Flood (4:06) на сборнике VA — Electronic Dance Experience vol.1 под номером 4 (1993)[4]
- Hysteria — The Flood (5:04) на сборнике VA — Tekkno Zone под номером 12 (1994)[5]

#### Guess Who! (2000)
В 2000 году Scooter выпустили на виниле предварительную версию сингла Posse (I Need You On The Floor), автором которого был проект Guess Who! («Угадай кто!»). По сравнению с последующим релизом под собственным именем звучание миксов от Guess Who! сильно отличалось.
Posse (I Need You On The Floor) (vinyl)
- A. Posse (I Need You On The Floor) (Club Mix) (6:40)
- B. Posse (I Need You On The Floor) (Tee Bee Mix) (6:54)

#### 3 A.M. (2001)
После успеха песни Ramp! (The Logical Song) группа решила выпустить новый трек с такой же стилистикой на виниле и по необъяснимым причинам под другим именем — 3 A.M..
2001 (Nessaja vinyl)
- A1. Nessaja (Original Mix) (5:27)
- B1. Nessaja (Topmodelz Remix) (5:38)

#### Section 11 (2002)
Под именем Section 11 группа выпустила и представила укороченную (промо) версию инструментального трека Habanera (Big Room Mix) на сборнике «The Ultimate Rave», вышедшем в 2002 году. Имена авторов трека на пластинке указаны не были. Habanera (Big Room Mix) была включена в сборник Scooter 2002 года «Push the Beat for This Jam (The Second Chapter)».
Habanera Whitelabel (vinyl)
- A1. Habanera (Big Room Mix) (6:00)
- B1. Habanera (Muppet Mix) (6:27)

#### Коллаборации с другими артистами
Kosmos feat. Mary K
Kosmos feat. Mary K — музыкальный проект Scooter с сестрой Рика Джордана, выступавшей под псевдонимом Mary K. В рамках проекта был выпущен сингл Codo на CD и виниле, а также ремикс-пластинки в тех же форматах. Также на песню Codo был снят видеоклип.
4 ноября 1994 — Codo
- Codo (Airplay mix) (3:44)
- Codo (Extended mix) (5:06)
- The Mission (7:00)

9 февраля 1995 — Codo (The Remix)
- Airplay mix (3:44)
- Tales of Love remix (6:05)
- The Loop! remix (4:48)
- Extended mix (5:06)

4 ноября 1994 Codo (vinyl)
- A1 Codo (Extended mix) (5:06)
- B1 Codo (Airplay mix) (3:44)
- B2 The Mission (7:00)

1995 Codo (The Remix) (vinyl)
- A1 Tales of Love remix (6:05)
- B1 The Loop! remix (4:48)

Clinique Team feat. the Hannover Posse (1994)
Был создан проект «Clinique Team feat. the Hannover Posse», где принимали участие Рик Джордан, Феррис Бюллер, Sabine, Carsten & Tom. Продюсеры: Рик Джордан, Феррис Бюллер и Rodd Y-ler. Автор проекта — Рик Джордан.
Сингл — «Summer Of Love»
- Convoimix (5:30)
- 5-2-12 mix (4:30)

Sunbeam
В 1997 году Scooter приняли участие в написании синглов Dreams и Arms Of Heaven группы Sunbeam. Синглы вышли как работы Sunbeam, но в графе «авторы» написано следующее: Written by Preis, Gerlach, H.P., Rick, Ferris & Jens Thele. Также над тремя из четырёх треков в сингле Dreams работал дуэт Shahin & Simon, вторым из которых был Михаэль Симон.
1996 — Arms of Heaven
- Single edit (3:41)
- Club edit (8:12)
- Maxi Version (6:08)

1997 — Dreams
- Dreams — Radio mix (3:34)
- Dreams — Extended (4:50)
- Dreams — Club Dub (6:25)
- Sequence (5:11)

#### Благотворительные проекты
- 1996: Love Message — Love Message
- 1998: Bravo All Stars — Let The Music Heal Your Soul
- 2002: Dance United — Reach Out
- 2005: Dance United — Help! Asia

Love Message
В 1996 году был создан благотворительный проект «Love Message» (Любовное Сообщение), сообщение о профилактике СПИДа, где принимали участие популярные в те годы исполнители, такие как: Masterboy, Fun Factory, Mr. President, U96, E-Rotic, Scooter, Worlds Apart, PJ & Duncan. В том же году вышел сингл «Love Message», и альбом «Love Message». В альбом вошло 15 песен, сольные песни исполнителей. Также есть видеоклип «Love Message (Live)».
Сингл 1996 года — Love Message
- Radio Edit (3:47)
- United Maxi Mix (6:06)
- Dub Mix (6:05)

Bravo All Stars
В 1998 году был создан благотворительный поп-проект «Bravo All Stars» («Все звёзды Bravo»), для которого собрались популярные исполнители в те годы, такие как Backstreet Boys, Аарон Картер, Mr. President, Blümchen, Scooter, ’N Sync, The Boyz, Touche, The Moffats, Squeezer, Gil, Сара Брайтман, чтобы записать сингл Let The Music Heal Your Soul («Пусть музыка излечит твою душу»). Группа названа в честь молодёжного журнала «Bravo».
Let The Music Heal Your Soul был выпущен как сингл 18 мая 1998 года. Идея была задумана Алексом Кристенсеном, в интересах благотворительности. Песня была написана Кристенсеном и Франком Петерсоном, организовавшим и написавшим музыку. Каждый артист по очереди пел две строки куплета, и все вместе пели хором в припеве. Денежные средства были отправлены в немецкий фонд Nordoff / Robbins (Гамбург) для 1988 инвалидов и детей, страдающих аутизмом, чтобы помочь специальной музыкальной терапией. Алекс Кристенсен является членом этой организации, так что идея благотворительной песни исходила от него. Также был снят видеоклип.
Let The Music Heal Your Soul достиг 36 места в чарте UK Singles в сентябре 1998 года и 60 места в чарте The Hot 100 журнала Billboard.
Сингл 1998 — Let The Music Heal Your Soul
1. Radio Version (3:57)
2. Classic version (3:19)
3. Unplugged Version (3:45)
4. Instrumental (3:57)

Также на сборнике  VA - Bravo Christmas: Hot & Holly III, CD2: присутствует под номером 17. рождественская версия                                                                               Let The Music Heal Your Soul (Special Christmas edit) (4:05)
Видеоклип — Let The Music Heal Your Soul
Dance United 2002
В 2002 был создан благотворительный проект «Dance United» — в помощь пострадавшим от наводнения в Германии. Много исполнителей принимали участие в том числе и Scooter.
Сингл — Reach Out
1. West Radio edit (3:24)
2. North Radio edit (3:43)
3. South Radio edit (3:43)
4. West mix (5:10) (really 5:38)
5. North mix (5:38)
6. South mix (7:10)

Видеоклипы:
- Dance United — Reach Out (West Mix)
- Dance United — Reach Out (North Mix)
- Dance United — Reach Out (South Mix)

Dance United 2005
В 2005 году благотворительный проект Dance United c помощью Scooter’a и ATB был воссоздан. На этот раз выручка пошла в помощь пострадавшим от цунами в Азии.
Сингл — Help! Asia.
1. Alex Butcher Mix (5:37)
2. ATB Mix (3:58)
3. Blue Nature vs Stacccato Edit (4:12)
4. Klubbingman vs. Andy Jay Powell Radio Cut (3:31)
5. Eric SSL & Falk vs. Diggerman & Escalation Edit (3:31)
6. Nord Mix edit (3:37)
7. Scooter Remix edit (3:19)
8. Vaganzza Emotional TV Mix English (3:03)
9. Vinylshakerz Screen Cut (3:48)
10. Ziggy X mix (6:21)
11. Help!Asia (Vinyl)

Винил
- A. ATB Mix (3:58)
- A. Nord Mix (6:24)
- B. Scooter Remix (6:40)
- B. Ziggy X mix (6:21)

Видеоклип — «Dance United — Help! Asia» (версия ATB)

## Комментарии
1. ↑  В чарты попал в основном концертный альбом Live & Direct, в Германии DVD-альбом The Whole Story взял «золото»
2. ↑  Официально распространялся только на официальном сайте группы. В качестве второго CD поставлялся в Deluxe Version альбома Mind the Gap